# لا بيلا إنجيبورغ
لا بيلا إنجيبورغ (بالسويدية: La Bella Ingeborg)‏ هي لاعبة سيرك ‏ سويدية، ولدت في 3 أبريل 1890 في يفله في السويد، وتوفيت في 24 ديسمبر 1970.